# ميشيل روث
ميشيل روث (بالفرنسية: Michel Roth)‏ هو طاهي فرنسي، ولد في 7 نوفمبر 1959 في سرغومين في فرنسا.